# Courtney Ford
Courtney Braden Ford (Huntington Beach, 27 giugno 1978) è un'attrice statunitense.
È nota per aver interpretato Christine Hill nella quarta stagione della serie televisiva Dexter (2009); Portia Bellefleur nella serie televisiva True Blood (2011-2013); i personaggi di Nora Darhk e Maria Antonietta nelle serie dell'Arrowverse Legends of Tomorrow (2017-2021) e The Flash (2021).

## Biografia
Courtney Ford nasce ad Huntington Beach, nella Contea di Orange, in California, sorellastra di Roberto Orci. Si trasferisce a Los Angeles per perseguire il sogno di diventare attrice. 
In questo primo periodo compare occasionalmente in piccoli ruoli all'interno di singoli episodi di serie televisive. Nel 2008 è ad esempio nell'episodio della settima stagione della serie televisiva Detective Monk (Monk), Il signor Monk sotto ipnosi, in cui interpreta il personaggio di Emily Carter. Lo stesso anno compare anche nell'episodio della  quarta stagione della sit-com How I Met Your Mother, L'uomo nudo, in cui impersona Vicky. Courtney Ford descrive i dieci anni che precedono il 2009 come "stagnanti": a un certo punto pensa anche di abbandonare la recitazione. Tuttavia, quando si presenta a quella che credeva sarebbe stata la sua ultima audizione, viene scritturata per la parte della giornalista Christine Hill nella quarta stagione della serie televisiva di Showtime Dexter, che la rende popolare.
Nel 2011 compare nell'episodio della quinta stagione della serie televisiva The Big Bang Theory, L'oscillazione del bravo ragazzo (The Good Guy Fluctuation, trasmessa originalmente il 27 ottobre 2011), in cui impersona Alice, una ragazza molto attraente che Leonard (Johnny Galecki) incontra al negozio di fumetti e che sembra fargli il filo. Leonard, che è ancora fidanzato con Priya (Aarti Mann), la sorella di Raji (Kunal Nayyar), nonostante sia attratto da Alice, tentenna. A un appuntamento, dopo averla baciata, gli confessa di essere fidanzato e lei lo caccia in malo modo. Tra il 2011 e il 2013 compare in otto episodi della quarta e sesta stagione della serie televisiva True Blood, nel ruolo ricorrente di Portia Bellefleur, un'avvocatessa della famiglia Bellefleur e sorella di Andy Bellefleur (Chris Bauer). Nel 2015 presta la voce al personaggio di Piper Wright, potenziale compagna per il caporedattore del quotidiano di Diamond City, nel videogioco Fallout 4.
Nel 2017 appare, interpretando il personaggio di Nora Darhk, figlia di Damien Darhk (Neal McDonough) e di Ruvé Adams (Janet Kidder), nell'episodio Fenomeni da baraccone (Freakshow), secondo della terza stagione della serie televisiva Legends of Tomorrow, quarta serie televisiva live action del franchise tratto dai fumetti DC Comics Arrowverse. Dall'inizio della quarta stagione viene promossa a membro regolare del cast, rimanendo nella serie fino al 2021, interpretando un totale di 31 episodi. Nella serie compare anche il marito Brandon Routh, in qualità di co-protagonsta, interpretando il ruolo del personaggio di Ray Palmer / The Atom. Nell'agosto 2019 viene annunciato che Courney Ford e Brandon Routh, i cui rispettivi personaggi a questo punto hanno iniziato a legarsi sentimentalmente, avrebbero lasciato Legends of Tomorrow durante la quinta stagione. L'ultimo episodio in cui appaiono come personaggi regolari della serie è Romeo contro Giulietta: l'alba della giustezza del 2020. I due ritornano per il terzo episodio della settima stagione, wvrdr_error_100notfound, centesimo episodio della serie. Courtney Ford compare inoltre nei panni di Nora Darhk nell'episodio dell'ottava stagione della serie televisiva The Flash, prima serie televisiva live action del franchise, Armageddon - V Parte (2021). parte del settimo e ultimo crossover dell'Arrowverse, Armageddon. In alcuni episodi della quinta stagione di Legends of Tomorrow, interpreta inoltre il personaggio della Regina di Francia Maria Antonietta.

## Vita privata
Ford è stata a lungo legata al collega Brandon Routh. I due si sono fidanzati il 23 agosto 2006 e poi sposati il 24 novembre 2007 a El Capitan Ranch di Santa Barbara, in California. Il 10 agosto 2012 è nato il loro primogenito Leo James. L'8 gennaio 2025 Ford presenta istanza di divorzio adducendo come motivazione "divergenze incociliabili": a fine mese Ford e Routh raggiungono un accordo di divorzio presentando i documenti in tribunale.

## Filmografia

### Attrice

#### Cinema
- Basketball, regia di David Zucker (1998) - non accreditata
- Outside, regia di Jenn Kao – cortometraggio (2004)
- Denial, regia di Joel Kelly – cortometraggio (2006)
- Alien Raiders, regia di Ben Rock (2008)
- Lie to Me, regia di John Stewart Muller (2008)
- The Good Doctor, regia di Lance Daly (2011)
- Sironia, regia di Brandon Dickerson (2011)
- Missing William, regia di Kenn MacRae (2014)
- The Front Runner - Il vizio del potere (The Front Runner), regia di Jason Reitman (2018)

#### Televisione
- Profiler - Intuizioni mortali (Profiler) – serie TV, episodio 4x12 (2000)
- Moesha – serie TV, episodio 6x18 (2001)
- Codice Matrix – serie TV, episodio 1x09 (2003)
- Just for Kicks - Pazze per il calcio (Just for Kicks) – serie TV, episodio 1x11 (2006)
- Ugly Betty – serie TV, episodio 1x11 (2006)
- Detective Monk (Monk) – serie TV, episodio 7x08 (2008)
- How I Met Your Mother – serie TV, episodio 4x09 (2008)
- Criminal Minds – serie TV, episodio 4x09 (2008)
- Cold Case - Delitti irrisolti (Cold Case) – serie TV, episodio 6x13 (2009)
- Dexter – serie TV, 11 episodi (2009)
- Human Target – serie TV, episodio 1x02 (2010)
- Grey's Anatomy – serie TV, episodio 6x16 (2010)
- NCIS - Unità anticrimine (NCIS) – serie TV, episodio 7x23 (2010)
- The Vampire Diaries – serie TV, episodio 2x03 (2010)
- Drop Dead Diva – serie TV, episodio 3x12 (2011)
- NTSF:SD:SUV:: – serie TV, episodio 1x12 (2011)
- CSI: NY – serie TV, episodio 8x03 (2011)
- The Big Bang Theory – serie TV, episodio 5x07 (2011)
- Hawaii Five-0 – serie TV, episodio 2x09 (2011)
- True Blood – serie TV, 8 episodi (2011-2013)
- Parenthood – serie TV, 6 episodi (2012)
- Murder in the First – serie TV, 4 episodi (2014)
- Revenge – serie TV, 4 episodi (2014-2015)
- Vi presento Valentine (Meet my Valentine) - film TV, regia di Brian Herzlinger (2015)
- Rapita (Kept Woman) – film TV, regia di Michel Poulette (2015)
- Runner, regia di Michael Offer - film TV (2015)
- Code Black - serie TV, episodio 1x13 (2016)
- Castle – serie TV, episodio 8x14 (2016)
- Supernatural – serie TV, 7 episodi (2016-2018)
- L'arte del dubbio (Doubt) - serie TV, episodio 1x02 (2017)
- Un amore ritrovato (August Creek) - film TV, regia di Maura Anderson (2017)
- Legends of Tomorrow – serie TV, 31 episodi (2017-2021) - Maria Antonietta
- Home Movie: The Princess Bride, regia di Jason Reitman - miniserie TV (2020)
- The Flash – serie TV, episodio 8x05 (2021)
- The Rookie: Feds - serie TV, 5 episodi (2022-2023)

### Doppiatrice

#### Televisione
- South Park – serie animata, 1 episodio (1998)
- Legends of Tomorrow – serie animata, episodio Freaksho (2017-2021)

#### Videogiochi
- Gears of War 2 (2008)
- Fallout 4, regia di Todd Howard (2015)

### Produttrice
- Denial, regia di Joel Kelly - cortometraggio (2006)
- Number Nine, regia di Joel Kelly - cortometraggio (2011)

## Riconoscimenti
- Behind the Voice Actors Awards
  - 2016 - Candidatura alla miglior interpretazione vocale femminile non protagonista in un videogioco per Fallout 4
  - 2016 - Candidatura al miglior ensemble vocale in un videogioco per Fallout 4
- Screen Actors Guild Award
  - 2010 - Candidatura al miglior cast in una serie drammatica per Dexter (condiviso con altri)
- ShockerFest
  - 2008 - Miglior attrice per Alien Raiders

## Doppiatrici italiane
Nelle versioni in italiano delle opere in cui ha recitato, Courtney Ford è stata doppiata da:
- Ilaria Latini in Cold Case - Delitti irrisolti, True Blood, Parenthood
- Mattea Serpelloni in Castle, Un amore ritrovato
- Francesca Fiorentini in Dexter, The Big Bang Theory
- Federica De Bortoli in Rapita, Supernatural
- Emanuela D'Amico in Detective Monk
- Jenny De Cesarei in How I Met Your Mother
- Chiara Gioncardi in Criminal Minds
- Myriam Catania in The Vampire Diaries
- Domitilla D'Amico in CSI: NY
- Ilaria Stagni in Revenge
- Emanuela Damasio in Grey's Anatomy
- Micaela Incitti in NCIS - Unità anticrimine
- Emilia Costa in Vi presento Valentine
- Gemma Donati in Code Black
- Sabine Cerullo in Legends of Tomorrow

Da doppiatrice è stata sostituita da:
- Chiara Francese in Fallout 4